# Zahro Express
El desastre del Zahro Express ocurrió en la mañana del 1 de enero de 2017 cuando un transbordador de madera con bandera de Indonesia se incendió en las aguas de Thousands Islands Regency, frente a la costa de Yakarta. Viajaba desde Muara Angke en Yakarta a la isla de Tidung, un popular destino turístico. El ferry, llamado MV Zahro Express, transportaba 216 pasajeros y 5 miembros de la tripulación. De los 221 pasajeros y tripulantes, un total de 24 personas a bordo perdieron la vida.
El ferry con destino a la isla de Tidung estaba abarrotado de turistas cuando el generador de la cubierta principal produjo chispas. El generador se sobrecalentó y provocó un incendio que se propagó por todo el buque. La situación de hacinamiento, agravada por la falta de salidas de emergencia, la mala gestión de los recursos de la tripulación y la falta de un plan de evacuación, provocó un choque en cadena cerca del acceso principal del buque, lo que dificultó el proceso de evacuación. La dificultad del proceso de evacuación provocó múltiples inhalaciones de humo y muertes.

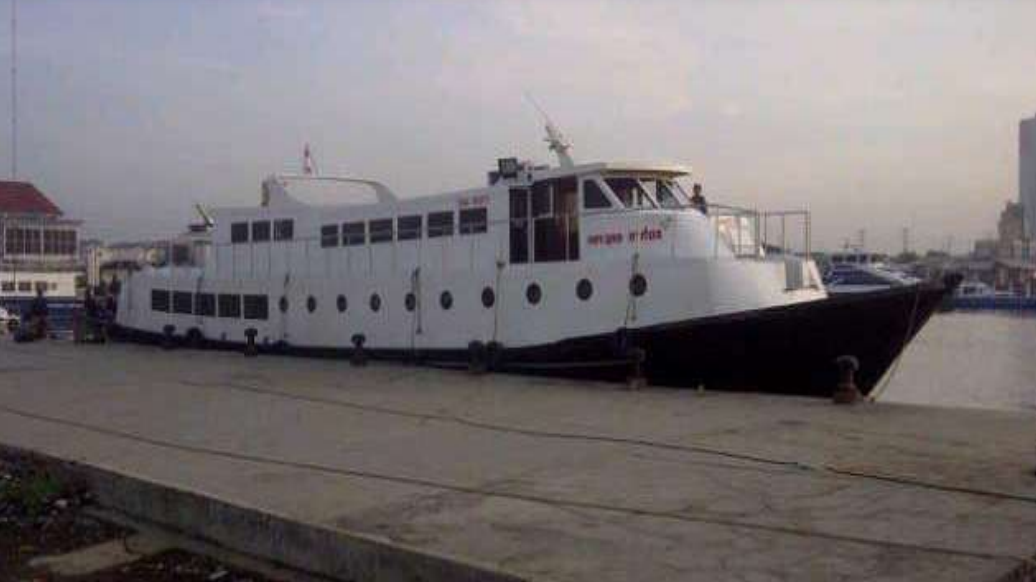
El Zahro Express antes de incendiarse.

El incidente fue el desastre de ferry más mortal en Yakarta desde el desastre del MV Levina 1 en 2007. Posteriormente, la policía indonesia descubrió numerosas violaciones de procedimiento. Por ello, varios funcionarios fueron convocados y detenidos por la policía. 
El capitán fue acusado de negligencia debido a "discrepancias manifiestas", mientras que el propietario del ferry solo recibió una nota disciplinaria del Ministerio de Transporte de Indonesia.